# Vierzon
Vierzon (wymowaⓘ, vjɛɾzõ) – miejscowość i gmina we Francji, w Regionie Centralnym-Dolinie Loary, w departamencie Cher nad rzeką Cher.
Według danych na rok 1990 gminę zamieszkiwało 32 235 osób, a gęstość zaludnienia wynosiła 433 osoby/km² (wśród 1842 gmin Regionu Centralnego Vierzon plasuje się na 9. miejscu pod względem liczby ludności, natomiast pod względem powierzchni na miejscu 16.).

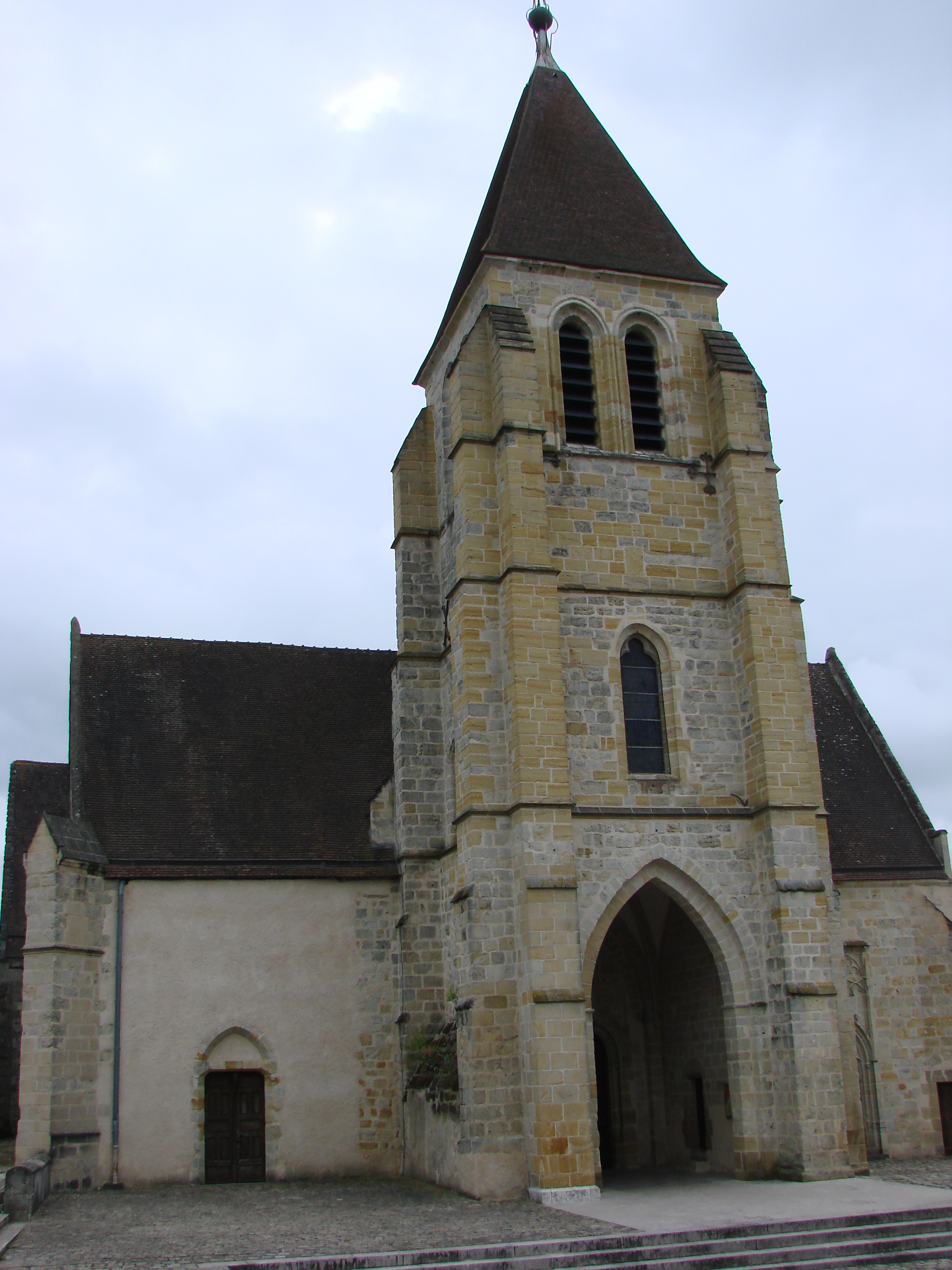
Fasad Kościoła Najświętszej Marii Panny w Vierzon (fasada zachodnia)

W miejscowości znajduje się stacja kolejowa Gare de Vierzon-Ville.

## Miasta partnerskie
- Kamienna Góra
- Barcelos
- Bitterfeld-Wolfen
- Rendsbourg
- Develi
- Dongxihu
- El Jadida
- Hereford
- Kahalé
- Miranda de Ebro
- Sig
- Ronvaux
- Wittelsheim